# Chiesa di San Michele Arcangelo (Tramonti)
La Chiesa di San Michele Arcangelo è una chiesa nella frazione di Gete del comune di Tramonti.

## Storia

### Chiesa primitiva
La primitiva chiesa di San Michele, della quale non si conosce l'anno di fondazione, anche se già citata in un documento del 1133, era collocata più a valle dell'attuale, nei pressi del torrente Caro,  fu distrutta da un'alluvione il 9 novembre 1735. Oggi di questa chiesa rimane la Cappella Rupestre.

### Costruzione della nuova chiesa
Nel 1739 iniziarono i lavori per la costruzione della nuova chiesa, con un atto, datato al 23 aprile, rogato dal notaio Vito De Vivo. La costruzione apparve da subito proibitiva a causa delle difficoltà incontrate per l'individuazione del sito e della racimolazione dei contributi necessari per la costruzione e per l'acquisto delle suppellettili.
Grazie alle donazioni di parte di un giardino di proprietà di Gaetano Cardamone e di un uliveto di proprietà di Giovan Battista De Rosa fu individuato il sito di costruzione.
I contributi necessari vennero raccolti grazie alle offerte del Parroco, del Priore della confraternita di San Marco, della popolazione e dalla vendita di alcune suppellettili.
Il 21 aprile 1743 venne posta la prima pietra.

### La famiglia Cardamone
Nel 1777 fu costruita da Girolamo Cardamone, padre di Andrea Cardamone una cappella gentilizia (la famiglia Cardamone ne aveva già una nella chiesa più antica, anch'essa andata distrutta nell'alluvione del 1735) dedicata a san Domenico dove fu posta la lapide che recita:
- Hieronimus Cardamone Juris Consultus ex nobili gente Cardamoniana e fundamentis denuo extructum sibi suisque posuit Kalend. October. An. 1777»
(Lapide posta nell'altare di san Domenico nella chiesa di San Michele Arcangelo di Gete)

## Descrizione
Alla chiesa si accede dal sagrato con due rampe di scale poste parallelamente alla facciata

### Interno
La chiesa è a una sola navata, decorata con stucchi barocchi. Ai lati si aprono 6 cappelle.

### Facciata
La facciata è a capanna, al centro si apre il portale d'ingresso, al di sopra del quale è posta un'edicola votiva.

### Campanile
Il campanile sorge sulla sinistra del transetto, è a due registri con monofore ad arco.